# Regalskeppet Äpplet (1629)
Äpplet var jämte regalskeppet Vasa ett av två stora örlogsfartyg som byggdes i slutet av 1620-talet på uppdrag av Gustav II Adolf. Äpplet byggdes på samma varv som Vasa men slutfördes en aning senare och kom att ha något annorlunda proportioner. Orsaken kan vara att en ny byggmästare, Hein Jakobsson, tagit över och modifierat skeppet sedan den ursprungliga byggmästaren Henrik Hybertsson dött 1627. Jakobsson sade sig ha breddat Vasa med en dryg fot och hade antagligen ännu bättre möjligheter att modifiera designen på Äpplet.
Äpplet ska inte förväxlas med det Äpplet som byggdes i Västervik några år tidigare men såldes av kronan redan 1625. Det finns inte mycket litteratur om något av skeppen men en del av det som finns förväxlar byggandet av 1628 års Äpple med en reparation av det tidigare Äpplet.
Äpplet sjösattes 1629, mindre än ett år efter att Vasa förlist. Skeppet blev ingen succé men användes bland annat 1630, när svenska armén skeppades över till Tyskland under Trettioåriga kriget. Trots att andra skepp var mindre valde Riksamiralen oftare dem, då de rörde sig bättre. År 1658 var Äpplet slitet och skadorna bedömdes för kostsamma att reparera. Efter nästan 30 år i bruk sänktes Äpplet utanför Vaxholm för att spärra av sundet som ett skydd mot fiender.
Marinarkeologer från Vrakmuseet fann i december 2021 ett stort skeppsvrak utanför Vaxholm. Under våren 2022 genomfördes marinarkeologiska undersökningar av vraket genom bland annat träprover och mätning. I oktober 2022 kunde som ett resultat Vrakmuseet bekräfta att det var regalskeppet Äpplet som de funnit utanför Vaxholm. Äpplet bedömdes vara relativt välbevarat även om delar av övre kanondäck rasat samman. Det var olika faktorer som gav vid handen att det var Äpplet som påträffats, bland annat att balklagren påminde om de på regalskeppet Vasa samt att eken som använts huggits ned i Mälardalen 1627, där även eken som använts för systerskeppet Vasa tidigare fällts.